# Кіріелла (підрозділ окружного секретаріату)
Підрозділ окружного секретаріату Кіріелла — підрозділ окружного секретаріату округу Ратнапура, провінції Сабарагамува, Шрі-Ланка. Складається з 19 Грама Ніладхарі.